# Gaetano Braga

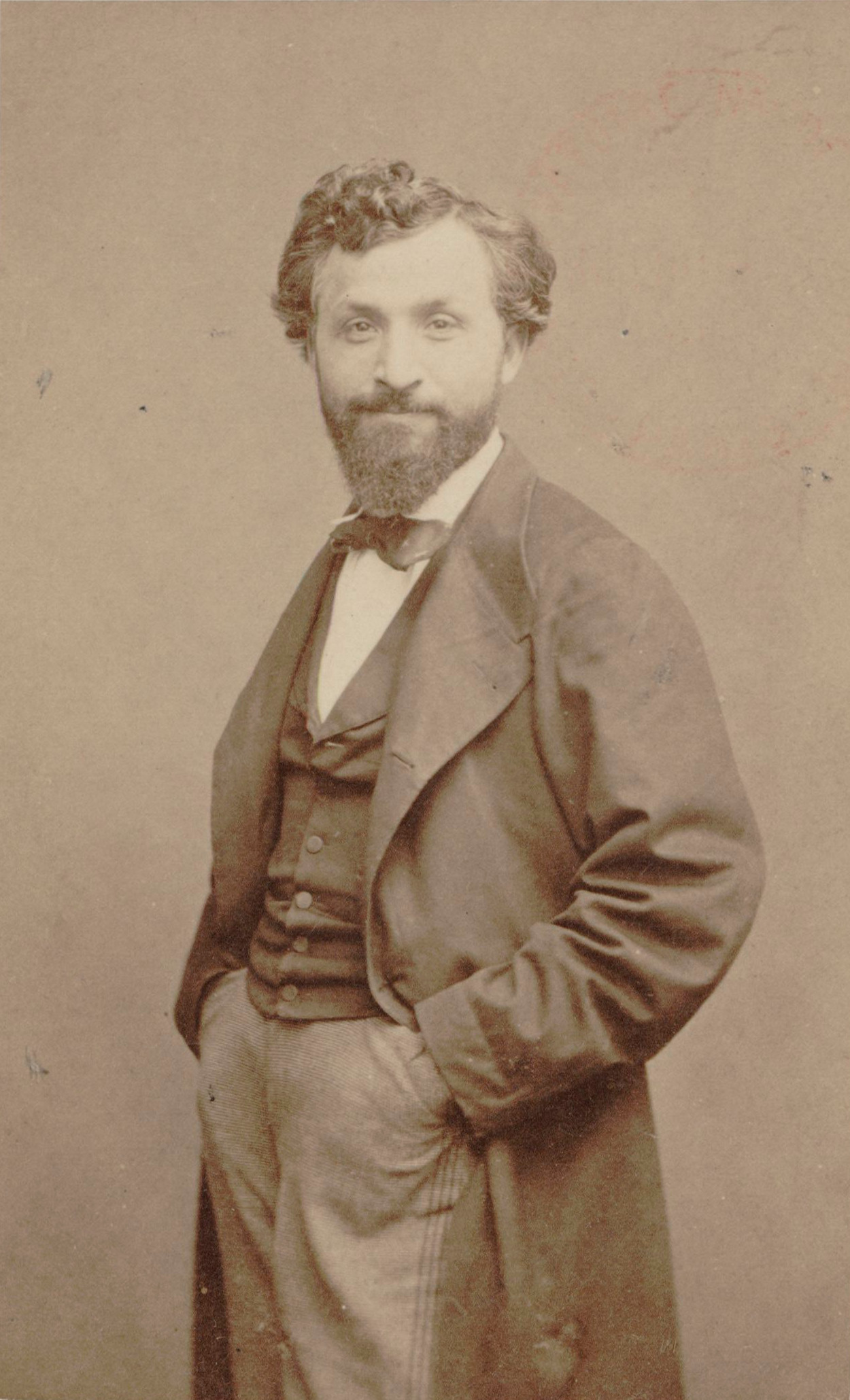
Gaetano Braga, Fotografie von Étienne Carjat

Gaetano Braga (* 9. Juni 1829 in Giulianova (Teramo); † 21. November 1907 in Mailand) war ein italienischer Komponist und Cellist.

## Leben
Er studierte am Konservatorium in Neapel unter anderem bei Saverio Mercadante. Danach erfolgte eine Karriere sowohl als Komponist wie auch als Cellist. Braga galt als einer der führenden Cellisten seiner Zeit in der zweiten Hälfte des 19. Jahrhunderts.
Seine acht Opern wurden wegen ihres Melodienreichtums und ihrer Dramatik sehr populär. Von seinen weiteren Kompositionen wurde das Stück „La Serenata“, auch „Der Engel Lied“ genannt, international bekannt. Es ist ein Dialog (vergleichbar mit Goethes Erlkönig) zwischen einer besorgten Mutter und einer fieberkranken Tochter, die Engelstimmen hört und ihnen schließlich folgt („O mamma buona notte, io seguo il suon, io seguo il suon!“). Das Stück wurde u. a. in Anton Tschechows Kurzgeschichte Der schwarze Mönch erwähnt.

## Werke

### Opern
- Alina ossia la spregiata (Leone Emanuele Bardare), Opera semiseria in 2 Akten (1853 Neapel)
- Estella di San Germano (Achille de Lauzières), Dramma lirico in 3 Akten (1857 Wien)
- Il ritratto commedia (Achille de Lauzières), Opera lirica in 2 Akten (1858 Neapel)
- Margherita la mendicante (Francesco Maria Piave), Oper in 3 Akten (1859 Paris)

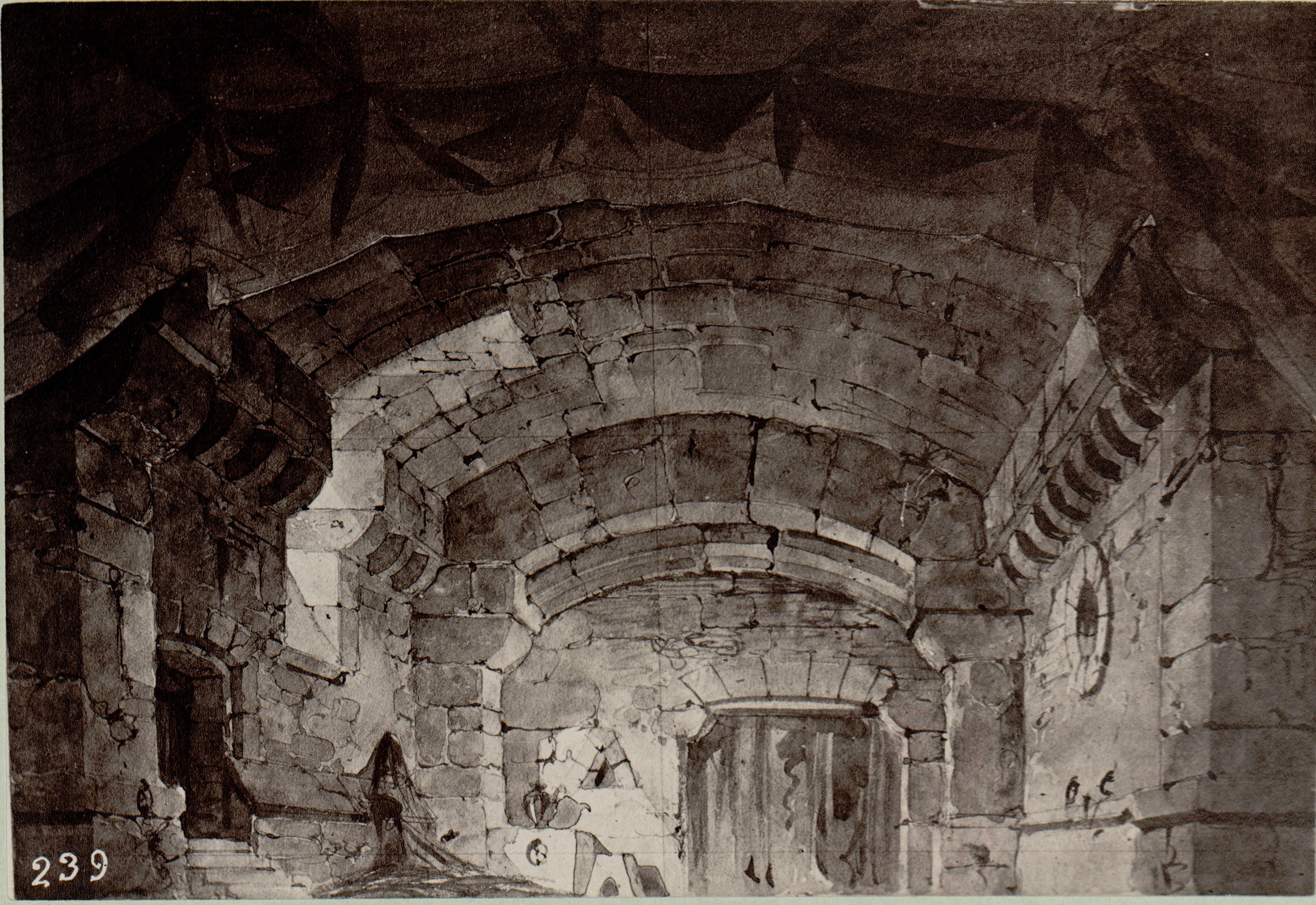
Bühnenbildentwurf für den zweiten Akt von Mormile (Mailand 1862)

- Bühnenbildentwurf für den zweiten Akt von Mormile (Mailand 1862)Mormile (Francesco Maria Piave), Oper in 3 Akten (1862 Mailand)
- Gli avventurieri (Antonio Ghislanzoni), Oper in 3 Akten (1867 Mailand); Rossini gewidmet
- Reginella (Antonio Ghislanzoni), Melodrama in 3 Akten (1871 Lecco)
- Caligola (Antonio Ghislanzoni), Oper in 3 Akten (1873 Lissabon)

### Konzerte
- 2 Cellokonzerte
- Fantasia für Cello and Orchester

### Kammermusik
- Streichquintett
- Streichquartett
- Souvenir du Rhin (Capriccio für Cello und Klavier)
- La Serenata (Der Engel Lied)
- Santa Lucia (Bararole)